# Княщины
Княщины — деревня в Вышневолоцком городском округе Тверской области.

## География
Деревня расположена на реке Оскомля в 33 км к югу от Вышнего Волочка и в 17 км к юго-западу от деревни Домославль, в которой от федеральной автодороги Москва — Санкт-Петербург М10 отходит автодорога районного значения Домославль — Ильинское — Княщины.

## История
В Княщинах проживали: дворянка Новоторжского уезда Евдокия Дмитриева Тыртова (1814—1903); потомственный дворянин Василий Николаев Вердеревский (1866—1904); дворянин римско-католического исповедания Ромуальд-Георгий Онуфриев Гасцицкий (1828—1911).
До 2019 года деревня являлась административным центром Княщинского сельского поселения Вышневолоцкого района.

## Население
| 1859 | 1884 | 2002 | 2010 |
| ---- | ---- | ---- | ---- |
| 247  | ↗286 | ↘274 | ↘257 |

## Инфраструктура
В деревне располагается здание сельской администрации, дом культуры, отделение почтовой связи, библиотека, продуктовый магазин, мемориал Великой Отечественной войны. Есть фельдшерско-акушерский пункт.
Имеется автобусное сообщение с Вышним Волочком.